# Greenwood (Washington)
Greenwood az Amerikai Egyesült Államok északnyugati részén, Washington állam Whatcom megyéjében elhelyezkedő önkormányzat nélküli település.
Greenwood postahivatala 1901 és 1902 között működött. A település nevét a térség örökzöld növényeiről kapta.

## Fordítás
- Ez a szócikk részben vagy egészben  a   Greenwood, Washington című angol Wikipédia-szócikk ezen változatának fordításán alapul.  Az eredeti cikk szerkesztőit annak laptörténete sorolja fel. Ez a jelzés csupán a megfogalmazás eredetét és a szerzői jogokat jelzi, nem szolgál a cikkben szereplő információk forrásmegjelöléseként.